# Stenocarsia
Stenocarsia is een geslacht van vlinders van de familie spinneruilen (Erebidae), uit de onderfamilie Calpinae.

## Soorten
- S. metaplatys Hampson, 1926
- S. nebulosa Rothschild, 1916
- S. solomonis Hampson, 1926
- S. sthenoptera Swinhoe, 1895